# Viva Air Colombia
Viva Air Colombia è una compagnia aerea a basso costo colombiana con sede a Rionegro mentre i suoi hub principali sono l'Aeroporto di Rionegro-José María Córdova, l'Aeroporto di Bogotà-El Dorado e l'Aeroporto internazionale di Simón Bolívar.

## Storia
La compagna aerea è stata fondata nel 2008 dal fondo di investimento «Irelandia Aviation», il quale nel corso degli anni, ha sviluppato diverse compagnie low-cost come Ryanair, Allegiant e Tiger Airways. Nel 2012, il vettore aereo, ha iniziato le operazioni di volo tra José María Cordova ed El Dorado. Nel 2014 è stata aperta una seconda base aerea nell'Aeroporto di Bogotà-El Dorado e successivamente, sono state inaugurate nuove rotte sia in america centrale che in america latina. Nel 2017, Viva Air, ha fondato una filiale peruviana con il nome di Viva Air Perù al fine di continuare il processo di espansione in America Latina. Nell'aprile 2018 il nome viene cambiato da Vivacolombia a Viva Air Colombia. La compagnia cessa di operare il 28 febbraio 2023.

## Flotta

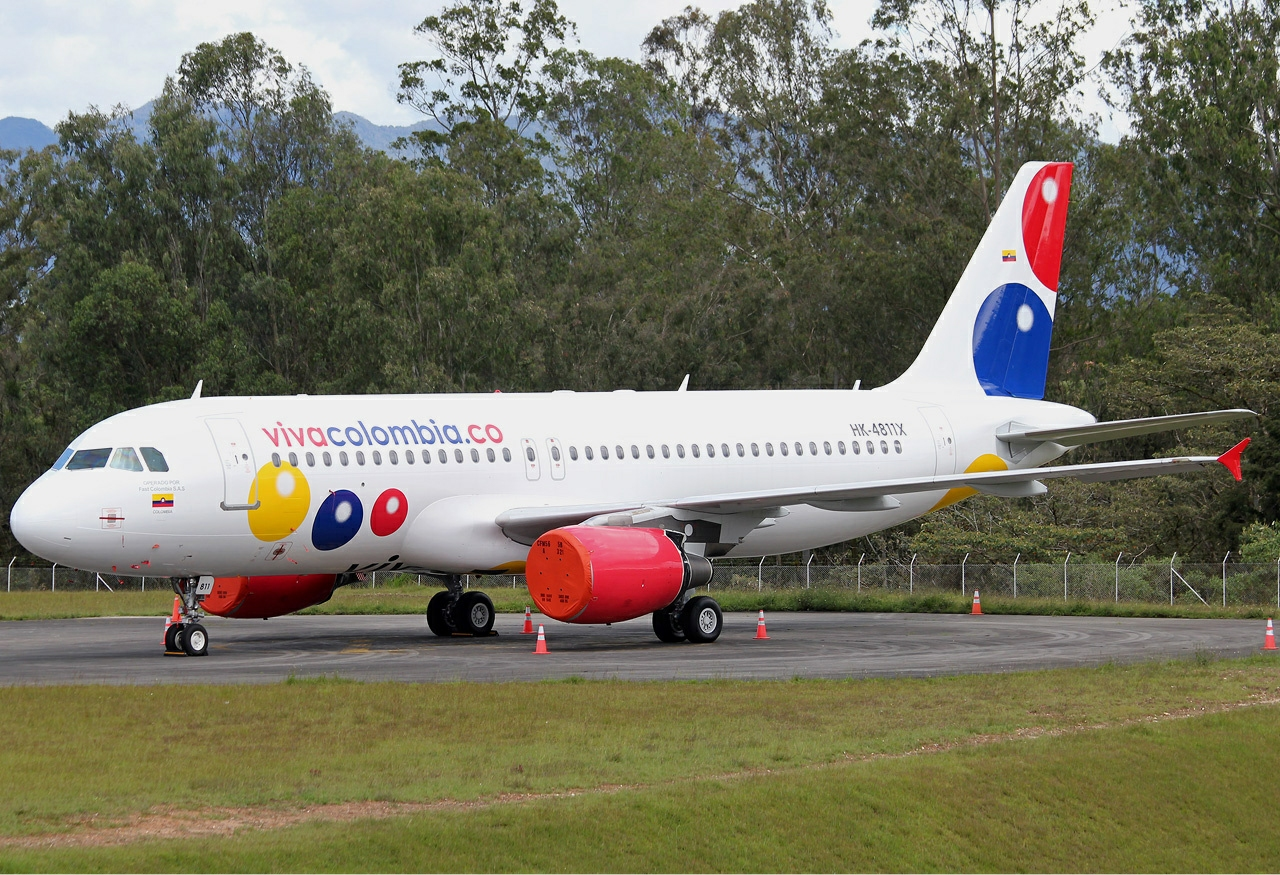
Un Airbus A320-200 di Viva Air Colombia.

Ad ottobre 2020 la flotta Viva Air Colombia risulta composta dai seguenti aerei: